# (5339) Desmars
(5339) Desmars est un astéroïde de la ceinture principale.

## Description
(5339) Desmars est un astéroïde de la ceinture principale. Il fut découvert le 4 février 1992 à Okutama par Tsutomu Hioki et Shuji Hayakawa. Il présente une orbite caractérisée par un demi-grand axe de 3,18 UA, une excentricité de 0,075 et une inclinaison de 2,4° par rapport à l'écliptique.

## Compléments